# Eckernförder Bürgerschützengilde von 1570
Die Eckernförder Bürgerschützengilde von 1570 (auch Gelbe Westengilde genannt) ist die älteste urkundlich verbriefte Bürgervereinigung von Eckernförde.

## Geschichte
Die Gilde wurde 1570 aus der Kaufmannschaft heraus gegründet. Ihr Ziel war der Schutz des Eigentums der Bürger als bewaffnete Schutzgemeinschaft und die Hilfe bei Todesfällen. Die Gildesatzung der „löblich privilegierten Schützen und Todten-Gilde“ wurde in plattdeutsch abgefasst und 1650 ins Hochdeutsche übertragen.
1713 im Großen Nordischen Krieg waren Gildebrüder letztmals unter Waffen zur Verteidigung der Stadt und zum Schutz der Bevölkerung gegen Plünderer und Räuber im Einsatz.
Nach 1933 verlor die Gilde ihre Eigenständigkeit, erst 1951 wurde die Tradition der Gildefeste erneut begonnen. Seit 1953 wird mit historischen Gewehren auf den Papagoyenvogel auf der Stange um die Königswürde geschossen. Dabei müssen die einzelnen Teile des Vogels nach einer vorgegebenen Reihenfolge abgeschossen werden. Falsch abgeschossene Teile müssen vom Schützen mit einer Bierspende ausgelöst werden.
Die Gilde ist heute ein Traditionsverein, die das Brauchtum als Bestandteil der Stadtgeschichte pflegt. Die Gildefeier findet alljährlich zu Pfingsten statt.
Die Mitglieder waren ursprünglich uniformiert. Heute tragen sie einen schwarzen Anzug, weißes Hemd mit weißem Querbinder und einen schwarzen Zylinder. Dazu kommt die gelbe Weste mit goldglänzenden Knöpfen, die Hintergrund des Beinamens Gelbe Westengilde ist. Die Gildeführung, das Offizierscorps, trägt grün-weiße Uniformen und einen hahnenfedergeschmückten Zweispitz.
Die Gilde ist ein satzungsgebundener eingetragener Verein. Sie ist Mitglied im Norddeutschen Schützenbund.

## Bilder

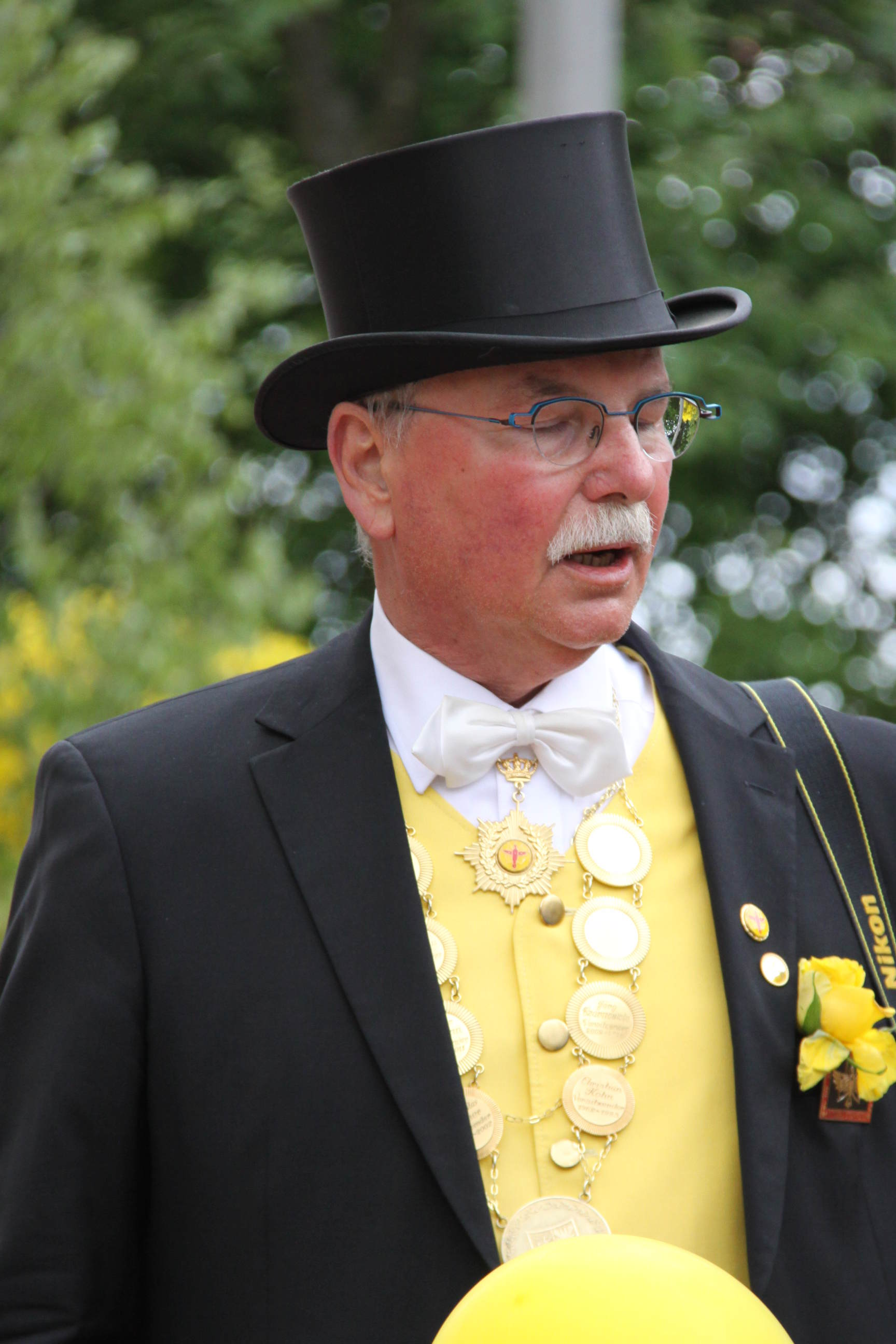
Anzug mit gelber Weste
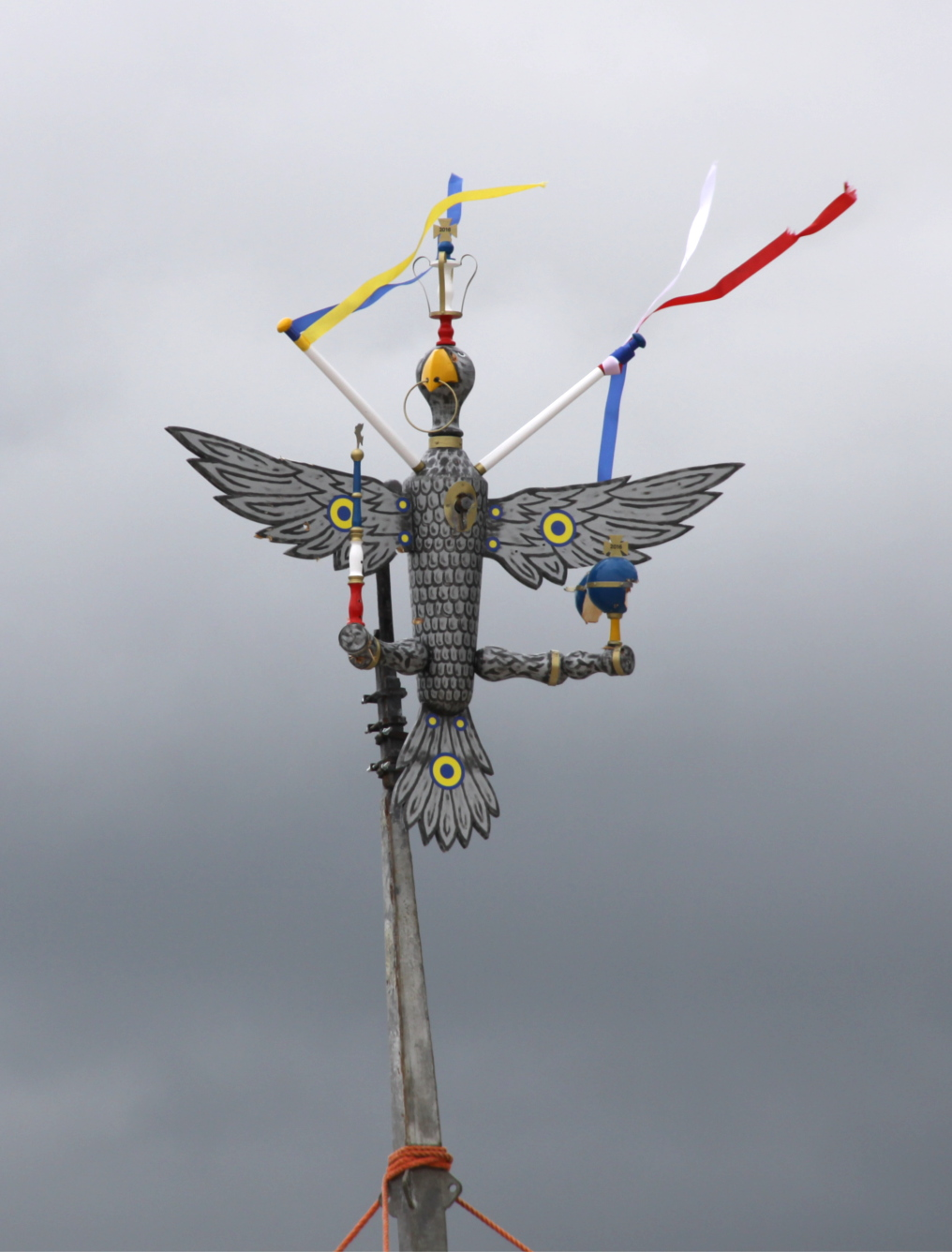
Papagoyenvogel
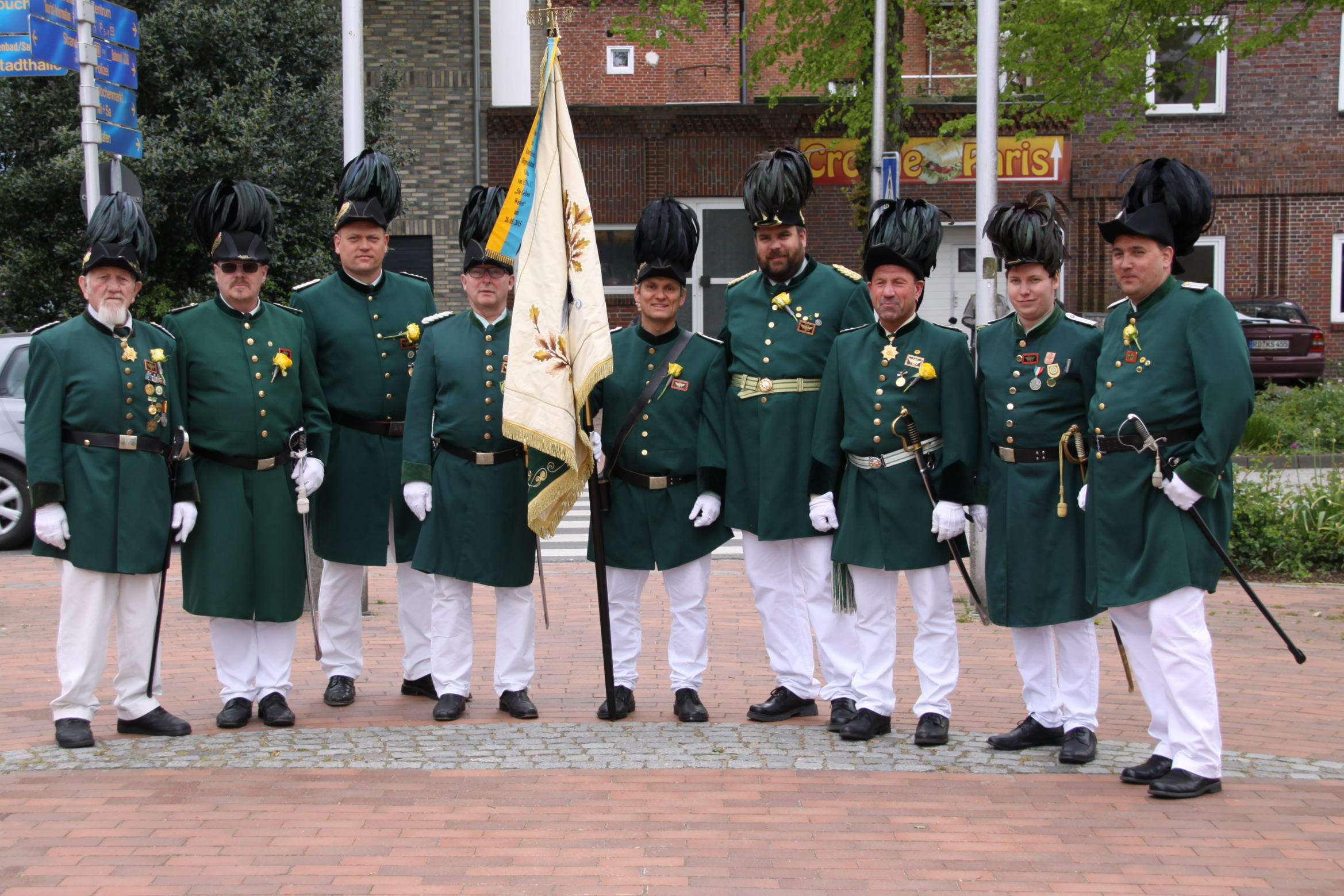
Offizierskorps